# Listă de filme românești/G
Aceasta este o listă de filme românești (artistice, de animație și documentare) care încep cu litera G:
- Gaițele (1993) (Teatru)
- Galateea (1957)
- Galax (1984)
- Galgameth (1996)
- Gara (film) (1965)
- Garcea și oltenii (2001)
- Gaudeamus igitur (film) (1965)
- Gelozia bat-o vina (1954)
- Geneze (1972)
- Ghiocei (1964)
- Ginere fără voie (1926)
- Gioconda fără surâs (1967)
- Glissando (film) (1985)
- Globul de cristal (1964)
- Glockenkaufer, Der (1984)
- Gloria nu cântă (1976)
- Glumă nouă cu fier vechi (1964)
- Gogula cheferist (1929)
- Goguță la ștrand (1929)
- Golgota (film) (1966)
- Grăbește-te încet (1981)
- Grădinile capitalei (1943)
- Grațian (film) (2004)
- Gustul și culoarea fericirii (1978)
- Gâzele Deltei (1971)